# Ратбан (Айова)
Ратбан (англ. Rathbun) — місто (англ. city) в США, в окрузі Аппанус штату Айова. Населення — 43 особи (2020).

## Географія
Ратбан розташований за координатами 40°48′6″ пн. ш. 92°53′14″ зх. д. / 40.80167° пн. ш. 92.88722° зх. д. (40.801694, -92.887141).  За даними Бюро перепису населення США в 2010 році місто мало площу 0,56 км², уся площа — суходіл.

## Демографія
Згідно з переписом 2010 року, у місті мешкало 89 осіб у 42 домогосподарствах у складі 27 родин. Густота населення становила 158 осіб/км².  Було 51 помешкання (91/км²).
Расовий склад населення:
| - 98,9 % — білих |

До двох чи більше рас належало 1,1 %. Частка іспаномовних становила 1,1 % від усіх жителів.
За віковим діапазоном населення розподілялося таким чином: 18,0 % — особи молодші 18 років, 61,8 % — особи у віці 18—64 років, 20,2 % — особи у віці 65 років та старші. Медіана віку мешканця становила 47,5 року. На 100 осіб жіночої статі у місті припадало 117,1 чоловіків;  на 100 жінок у віці від 18 років та старших — 121,2 чоловіків також старших 18 років.
Середній дохід на одне домашнє господарство  становив 45 276 доларів США (медіана — 36 250), а середній дохід на одну сім'ю — 58 636 доларів (медіана — 51 875). За межею бідності перебувало 2,3 % осіб, у тому числі 0,0 % дітей у віці до 18 років та 5,9 % осіб у віці 65 років та старших.
Цивільне працевлаштоване населення становило 44 особи. Основні галузі зайнятості: мистецтво, розваги та відпочинок — 27,3 %, виробництво — 18,2 %, роздрібна торгівля — 13,6 %, фінанси, страхування та нерухомість — 9,1 %.